# Solayoh
Solayoh är en låt framförd av den vitryska sångerskan Aljona Lanskaja och som är Vitrysslands bidrag i Eurovision Song Contest 2013.

## Bakgrund
Låten är både skriven och komponerad av Marc Paelinck tillsammans med Martin King. Belgaren Paelinck har tidigare stått bakom Chiaras bidrag "What if We", som hon representerade Malta med i Eurovision Song Contest 2009.
Låten spelades in i Abbey Road Studios i London i början av februari 2013.

## Eurovision
Med låten kommer Lanskaja att representera Vitryssland i Eurovision Song Contest 2013 i Malmö i Sverige. Hon skulle ursprungligen ha representerat landet med låten "Rhythm of Love", men man valde inför tävlingen att ersätta bidraget med "Solayoh".

## Singel
Singeln släpptes den 4 mars 2013 för digital nedladdning från Itunes Store. Den digitala singeln innehåller även en karaokeversion av låten.

## Spårlista
| 1. | Solayoh (Eurovision Version) | 3:01 |
| 2. | Solayoh (Karaoke Version)    | 3:00 |